# 次生林

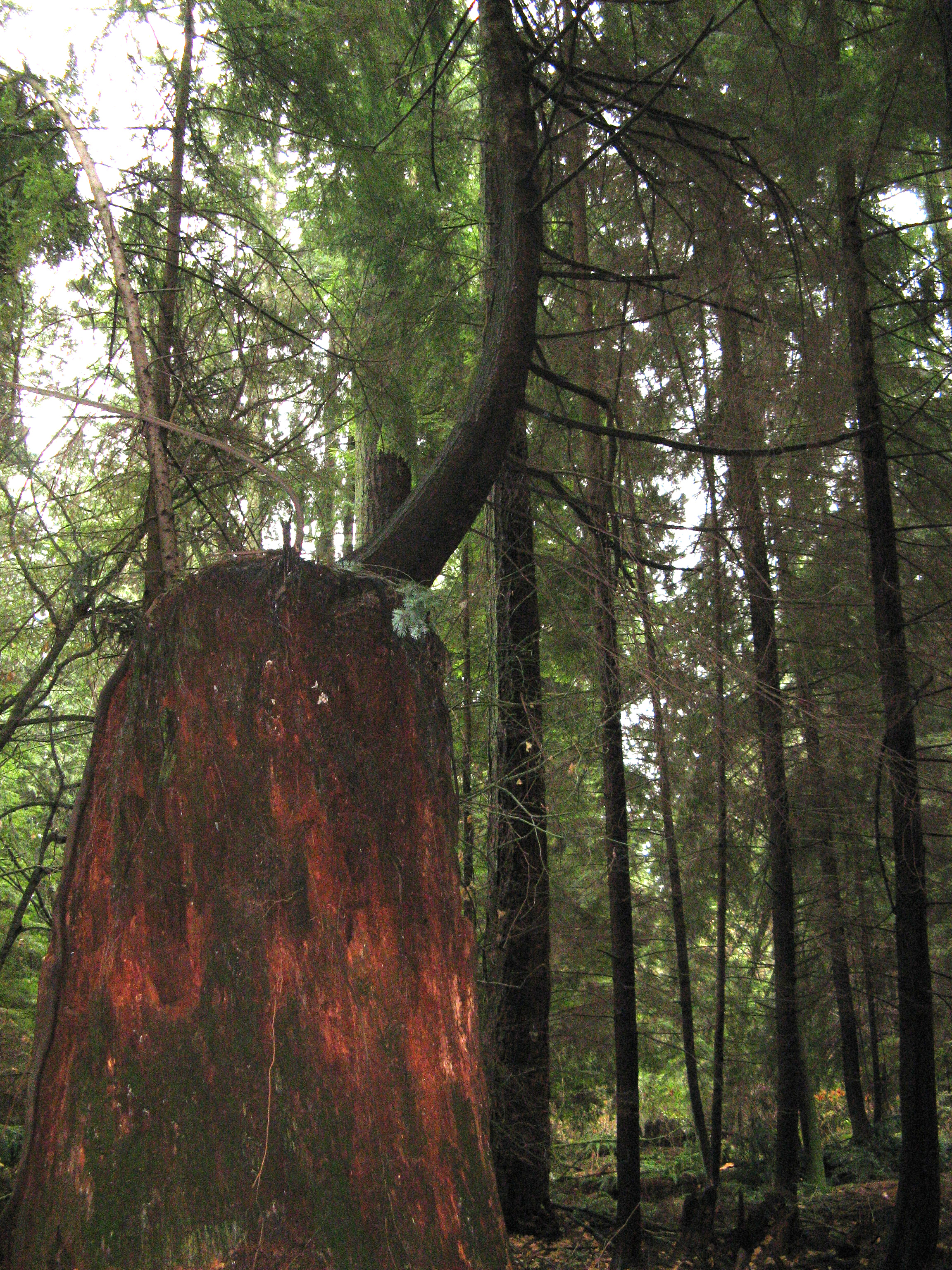
在加拿大温哥华史丹利公園的森林一般被认为有第二次的和第三次的次生林的特点。图中为一棵树，其从另一棵在1962年的颱風芙瑞達（Typhoon Freda）中被砍倒的树的树桩中长了出来。

次生林，又名天然次生林、再生林、再生森林、二次林。是指原始穩定的森林植被遭到山火、蟲災、或者人爲破壞或砍伐（刀耕火種、林木砍伐）之後，經過若干年后再度自然复育而成的新的森林植被和生態系統，且具備植被未被破壞前的森林規模。次生態系統多見於刀耕火種的農業系統中的休耕地、人工或者天然林場。次生林是天然林的一种，另一种天然林是原始林。

## 外部連結
- 香港自然網
- M. van Breugel, 2007, Dynamics of secondary forests （页面存档备份，存于）. PhD Thesis Wageningen University. ISBN 978-90-8504-693-6
- Uzay. U Sezen, 2007, Parentage analysis of a regenerating palm tree in a tropical second-growth forest. Ecological Society of America, Ecology 88: 3065-3075.